# Simena
Simena is een geslacht van vlinders van de familie spanners (Geometridae), uit de onderfamilie Ennominae.

## Soorten
- S. kastrona Warren
- S. luctifera Walker, 1856
- S. nigricans Walker
- S. umbrifera Schaus, 1901